# 枕邊故事 (瑪丹娜歌曲)
《枕邊故事》（英語：Bedtime Story）是美國女歌手瑪丹娜於1995年2月份發行的歌曲，為她第六張同名錄音室專輯《枕邊故事》（英語：Bedtime Stories）當中所推出的第三首單曲，〈枕邊故事〉在告示牌單曲榜最高成績為第42名。

## 資料

### 歌曲簡介
〈枕邊故事〉出自冰島女歌手碧玉（Björk）之手，其製作人兼好友Nellee Hooper也參與歌曲的創作，這是首充滿迷幻的Electronica作品，與專輯主軸為R&B的曲風並不相容。〈枕邊故事〉的音樂影片由鬼才導演Mark Romanek執導，影片中使用了大量的電腦動畫來呈現如夢境般的畫面，這支MV的製作費用高達200萬美金，是瑪丹娜耗資最鉅的MV之一。

### 商業成績
〈枕邊故事〉在1995年2月13日就已經發行單曲，但由於上一首單曲〈謝幕〉的後勢強勁，因此〈枕邊故事〉一直延宕至1995年4月底方才進入單曲榜，首週成績為第74名，第二週來到它的最高成績第42名，在後繼無力的情況下僅待在榜內7週時間，創下瑪丹娜的單曲在榜內停留時間的新低紀錄。
在英國單曲榜方面，〈枕邊故事〉跳脫〈Take A Bow〉僅獲得第16名的枷鎖，打進前五大獲得第4名的成績。

### 單曲收錄
〈枕邊故事〉最早收錄於瑪丹娜1994年的《枕邊故事》（英語：Bedtime Stories）同名專輯當中，另外還收錄於2001年的《就是娜精選輯》（英語：GHV2）。